# Кад сам био мали дечак
Кад сам био мали дечак (оригинални немачки наслов: Als ich ein kleiner Junge war), је аутобиографска књига за децу Ериха Кестнера, објављена 1957. године.